# C17H35NO
化学式C17H35NO（摩尔质量：269.473 g/mol）可以指以下化合物：
- 十七酰胺，CAS号：25844-13-7
- N,N-二戊基庚酰胺，CAS号：57303-31-8
- 二辛基甲酰胺，CAS号：6280-57-5
- 1-十二烷基哌啶-1-氧化物，CAS号：56501-35-0

|  | 这个同类索引页列出了具有相同分子式的化学物（即同分異構體）条目。 除非您是有意链接至本页，否则应将相应条目的内部链接指向正确的条目。 |